# Karnizam
Karnizam je nevidljivi sustav vjerovanja ili ideologija koja uvjetuje ljude da jedu (određene) životinje. Pojam je uvela američka psihologinja dr. Melanie Joy i definirala u svojoj knjizi Zašto volimo pse, jedemo svinje i nosimo krave.
Joy smatra kako je karnizam u svojoj biti oprečan vegetarijanstvu ili veganstvu; 'karn' znači 'meso' ili 'od mesa', dok 'izam' označava sustav vjerovanja. Većina ljudi uzima jedenje životinja zdravo za gotovo, a ne kao izbor. U svjetskim kulturama u kojima se jede meso ljudi obično ne razmišljaju o tome zašto im je meso nekih životinja odbojno, a meso drugih primamljivo ili zašto uopće jedu životinje. No, kad jedenje životinja nije uvjet za preživljavanje, kao što je slučaj s većinom svijeta, ono jest izbor - a izbori uvijek počinju od uvjerenja.

## Svejed, mesojed i karnist
Kao što je 'mesojed' netočna i varljiva fraza za opisivanje onih koji nisu vegetarijanci, takvi su i oni često korišteni izrazi, 'svežder' i 'mesožder'. Oni podržavaju pretpostavku da je jedenje životinja prirodno što je, smatra Joy, jedan od najutvrđenijih i najuvjerljivijih mitova za opravdanje karnizma. 'Svežder' i 'mesožder' opisuju fiziološku narav, a ne nečiji izbor ideologije; svežder je životinja, ljudska ili neljudska, koja može probaviti i biljke i životinjsko tkivo, a mesožder je životinja koja treba uzimati meso kako bi preživjela.
Prema Joy, 'karnist' je najtočniji pojam za one koji jedu životinje. 'Karnist' nema namjeru biti pogrdan izraz; jednostavno bi trebao opisivati onog koji postupa u skladu s načelima karnizma - kao što pojmovi 'kapitalist', 'budist', 'socijalist' ili 'osoba koja se hrani sirovom hranom' opisuju one koji se ponašaju u skladu s određenom ideologijom. Ako imamo naziv za vegetarijance, jedino što ima smisla je imati naziv i za one čija ponašanja reflektiraju suprotan sustav vjerovanja.
'Karnist' se, doduše, razlikuje od ostalih '-ista' po tome što većina karnista nije svjesna da su zapravo karnisti jer je karnizam nevidljiv. Mnogi su ljudi zapravo nesvjesni karnisti, toliko je velik paradoks karnizma, smatra Joy. Iako je izraz 'karnist' skovan samo radi točnosti, može biti shvaćen kao uvredljiv - vjerojatno zato što, na nekoj razini, ljudi ubijanje i jedenje životinja smatraju uvredljivim.

## Vanjske poveznice
- Melanie Joy o karnizmu
- Melanie Joy na Dobro jutro Hrvatska
- Intervju s Melanie Joy na portalu H-alter  Arhivirana inačica izvorne stranice od 22. travnja 2012. (Wayback Machine)
- Članak o karnizmu na Tportalu
- Članak o karnizmu na portalu Jutarnji list  Arhivirana inačica izvorne stranice od 7. ožujka 2016. (Wayback Machine)
- Članak o karnizmu na portalu Zdrava krava